# 大石道夫
大石 道夫（おおいし みちお、1935年8月11日 - ）は日本の分子生物学者。理学博士、東京大学名誉教授、かずさDNA研究所理事長。古生物学者の父親大石三郎（おおいし さぶろう、北海道大学教授）に倣いシーラカンスなど化石を収集（大石コレクション）する。

## 経歴
- 札幌市生まれ。札幌市立啓明中学校、北海道札幌南高等学校（1年中退）、麻布高等学校卒（1954年）
- 東京大学理科2類入学（1954年）
- 東京大学理学部生物学科卒（1958年）
- 東京大学理学系大学院 生物化学専門課程修了 理学博士（1963年）
- 東京大学放射線遺伝学教室助手（1963年）
- プリンストン大学 博士研究員（1964年）
- ニューヨーク公衆保健研究所 (PHRI) 研究員（1966年）
- ニューヨーク公衆保健研究所 (PHRI) 主任研究員（1974年）
- ニューヨーク大学医学部微生物学教室 教授（研究専任）（1974年）
- 東京大学応用微生物研究所 教授（1979年）
- 京都大学ウイルス研究所教授（併任）（1991年）
- 東京大学分子細胞生物学研究所（現定量生命科学研究所）所長（1993年）
- 通商産業省工業技術院生命工学工業技術研究所 所長（1995年）
- かずさDNA研究所 所長（1997年）
- かずさDNA研究所 理事長（2003年）

## 歴任
- 日本分子生物学会 会長
- 学術専門誌ＤＮＡResearch（英文誌）編集長
- 日本バイオインダストリー協会 (JBA) 会長
- バイオサイエンスデータベースセンター (NBDC) センター長
- 日本バイオ産業人会議 (JABEX) 世話人
- バイオテクノロジー (BT) 戦略会議メンバー
- 総合科学技術会議専門委員
- 国際ヒトゲノム連合委員
- アフリカ農業技術財団 (AATF) 理事　他

## 研究業績
- 微生物における初めてのDNA組み替えに関するタンパク質（recBCD酵素）の発見。PMID 4916924, 4339852, 4574113, 4280072, 1089204
- リボゾームRNA遺伝子に関する分子生物学的研究。PMID 4955654, 4982359, 4992674, 4995655, 5003312
- DNA複製に関する分子生物学的研究。PMID 14243385, 4968634, 4973488, 4875804
- 大腸菌における遺伝的転換 (transformation) の発見。PMID 4630612, 4594528
- バクテリアウイルス（ファージ）を誘発する細胞内因子の発見。PMID 77015, 358188, 7017707

これら分子生物学、バイオテクノロジーに関する研究業績をProc.Natl.Acad.Sci.USA（P.N.A.S.USA, 米国科学アカデミー紀要）（20報）、Nature（4報）、Cell（1報）など約200報発表。

## 大石コレクション
大石道夫が収集したシーラカンス化石、古代ワニの全身化石、古代サメのラセン型歯（ヘリコプリオン）化石など古生代、中生代の約200種の水棲生物、昆虫、植物など化石のコレクション。
城西大学水田記念博物館 大石化石ギャラリーに展示され、地理的、進化的に見た体系的な収集と保存状態の良さで知られる。展示されているシーラカンス化石の一つは2016年に新種のシーラカンスとして報告され、大石道夫に因んでWhiteia oishii と命名された。
大石化石ギャラリーは、TBS『マツコの知らない世界』で「日本の大学博物館展示 第1位」に選ばれた。

## 著書
- DNAの時代―期待と不安（文藝春秋 2005年）【第3回パピルス賞受賞】ISBN 978-4-16-660429-6
- 『シーラカンスは語る』（丸善出版 2015年）ISBN 978-4-62-108932-3